# NGC 2718
NGC 2718 (również PGC 25225 lub UGC 4707) – galaktyka spiralna z poprzeczką (SBab), znajdująca się w gwiazdozbiorze Hydry. Odkrył ją William Herschel 24 marca 1786 roku. Jest to galaktyka z aktywnym jądrem.